# 王士崧
王士崧（1549年—1598年），字中叔，號禺陽，浙江台州府臨海縣人，民籍，明朝政治人物。

## 生平
萬曆元年（1573年）癸酉科浙江鄉試第四名舉人，萬曆十一年（1583年）癸未科進士第二甲第二十五名。刑部觀政，本年授河南光州知州，十六年升工部员外郎。二十年丁憂，二十一年京察不及，二十三年谪镇江府通判，历署丹阳、江阴知县，二十五年升刑部主事，二十六年养病，卒于任，

## 成就
工書法，万历十五年（1587年）尝书中岳庙法王寺少林寺面壁石四诗。
有《浮弋草》，《支离集》，《吏隐集》。

## 家族
曾祖父王逸卿，贈通議大夫都察院右副都御史；祖父王訓，贈通議大夫都察院右副都御史；父親王宗沐，曾任刑部左侍郎。母秦氏（封淑人）。具庆下。弟王士琦（同科進士）；王士昌（贡士）；王士業（官生）。
王士崧無子，以弟王士琦的次子王立程為繼子。
王宗沐家族鼎盛一时，号“父子四进士，一门三巡抚”。如今紫阳街南段有两条小巷，一名三抚基，一名十伞巷，即为纪念王宗沐父子三任巡抚，受十顶万民伞的功绩。